# 마스트리흐트 대학교
마스트리흐트 대학교(Maastricht University)는 네덜란드의 대학교로, 마스트리흐트에 위치해 있다. 2013년 약 16,000명의 학생이 재학중이며, 이 중 47%가 외국인 학생이다. 3,200명의 직원이 있다. 학사과정 프로그램 중 절반 가량은 완전히 영어로 제공되며, 나머지 절반은 완전히 혹은 부분적으로 네덜란드어로 제공된다. 대부분의 석사과정 및 박사과정 프로그램은 영어로 제공된다.